# Attila Plókai
Attila Plókai (ur. 17 lipca 1969 w Debreczynie) – węgierski piłkarz występujący na pozycji obrońcy, reprezentant kraju.

## Życiorys
Jest bratem Mihálya. Seniorską karierę rozpoczynał w Debreceni MVSC. W NB I zadebiutował 28 marca 1987 roku w zremisowanym 0:0 spotkaniu z Siófoki Bányász SE. W 1991 roku przeszedł do Kispest-Honvéd FC, z którym zdobył mistrzostwo Węgier w sezonie 1992/1993 oraz puchar kraju w 1996 roku. W latach 1996–1997 rozegrał siedem spotkań w reprezentacji, debiutując 24 kwietnia w przegranym 0:2 spotkaniu z Austrią. Po rozegraniu ponad dwustu spotkań dla Honvédu, w 2000 roku przeszedł do Tampere United. W fińskim klubie wystąpił w jednym spotkaniu Veikkausliigi (przegranym 2:3 z TPS) i latem wrócił na Węgry podpisując kontrakt z Honvédem. Następnie grał w Debreceni VSC, Pápai ELC, Vasas SC i Budakalászi MSE, a od 2006 roku występował w klubach niższych lig. Po zakończeniu profesjonalnej kariery podjął pracę jako dostawca żywności.

## Statystyki ligowe
| Sezon         | Klub               | Liga          | Mecze | Gole |
| ------------- | ------------------ | ------------- | ----- | ---- |
| 1986/1987     | Debreceni MVSC     | NB I          | 11    | 2    |
| 1987/1988     | Debreceni MVSC     | NB I          | 22    | 0    |
| 1988/1989     | Debreceni MVSC     | NB II         | 28    | 2    |
| 1989/1990     | Debreceni VSC      | NB I          | 27    | 2    |
| 1990/1991     | Debreceni VSC      | NB I          | 28    | 3    |
| 1991/1992     | Kispest-Honvéd FC  | NB I          | 23    | 0    |
| 1992/1993     | Kispest-Honvéd FC  | NB I          | 27    | 6    |
| 1993/1994     | Kispest-Honvéd FC  | NB I          | 23    | 2    |
| 1994/1995     | Kispest-Honvéd FC  | NB I          | 22    | 2    |
| 1995/1996     | Kispest-Honvéd FC  | NB I          | 24    | 3    |
| 1996/1997     | Kispest-Honvéd FC  | NB I          | 27    | 5    |
| 1997/1998     | Kispest-Honvéd FC  | NB I          | 28    | 4    |
| 1998/1999     | Kispest-Honvéd FC  | NB I          | 30    | 3    |
| 1999/2000 (j) | Kispest-Honvéd FC  | NB I          | 11    | 1    |
| 2000 (w)      | Tampere United     | Veikkausliiga | 1     | 0    |
| 2000/2001     | Kispest-Honvéd FC  | NB I          | 23    | 6    |
| 2001/2002     | Debreceni VSC      | NB I          | 30    | 3    |
| 2002/2003 (j) | Pápai ELC          | NB II         | 16    | 3    |
| 2002/2003 (w) | Vasas SC           | NB II         | 17    | 5    |
| 2003/2004     | Budapesti Vasas    | NB II         | 21    | 4    |
| 2004/2005     | Budapesti Vasas SC | NB I          | 19    | 0    |
| 2005/2006     | Budakalászi MSE    | NB II         | 23    | 1    |